# Регульский, Александр
Александр Тадеуш Регульский (28 октября 1839, Варшава, Царство Польское Российская империя — 15 ноября 1884, там же) — польский художник-портретист, график, ксилограф, видный представитель польской ксилографии.

## Биография
Активно творил в 1861—1884 годах. В 1861—1865 и 1868—1884 годах был сотрудником журнала Tygodnik Ilustrowany, где был заведующим ксилографической мастерской; курировал там важный портретный отдел. В 1866—1867 годах руководил ксилографической мастерской журнала «Kłosy». Одновременно руководил собственной мастерской по гравюре на дереве.
Публиковал свои работы и в других журналах, календарях и книжных издательствах. Специализировался на портретной живописи, занимался также графикой; плодовитый художник, автор нескольких тысяч гравюр на дереве.

## Галерея работ

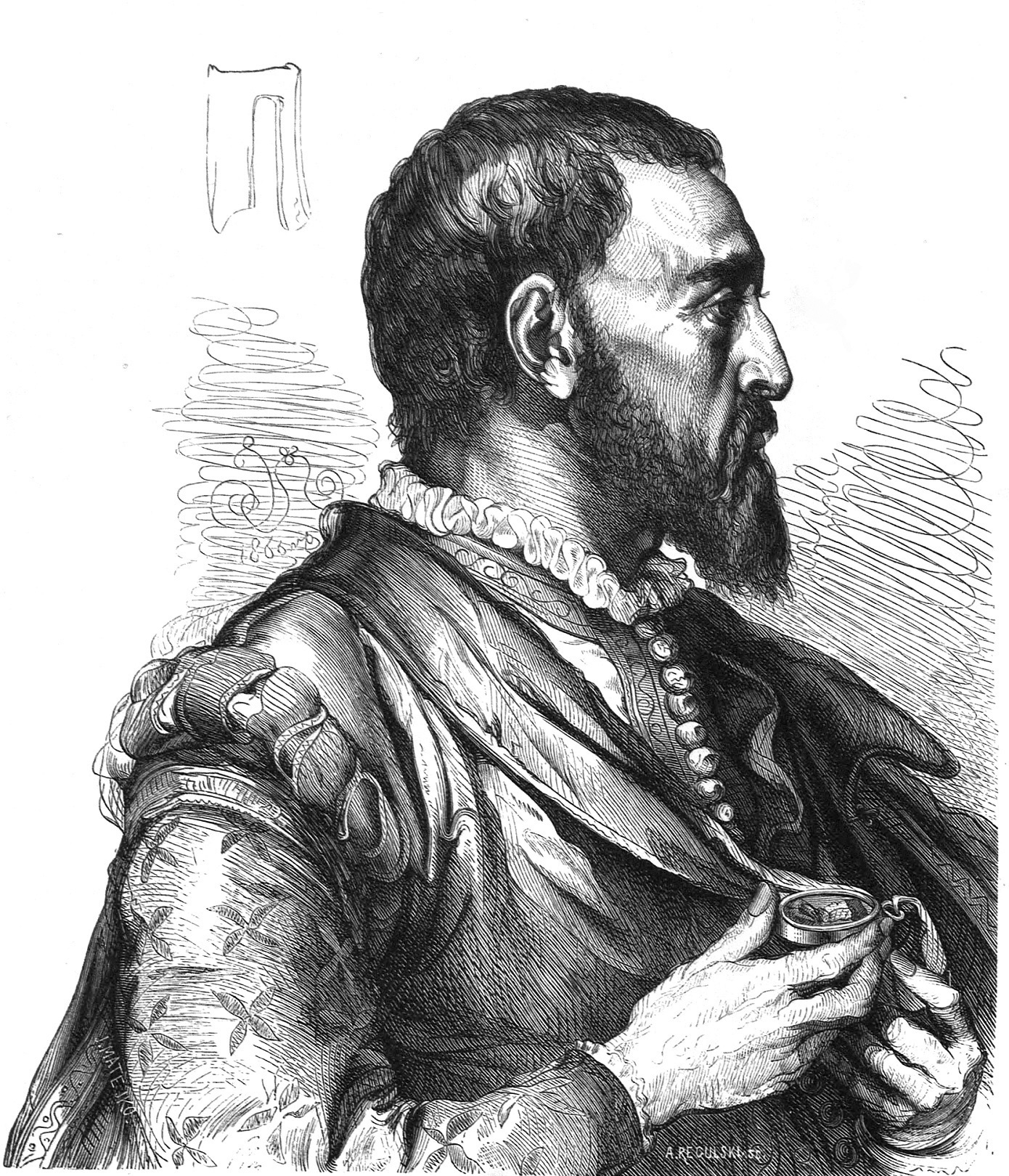
Ян Баптист Тенчиньский
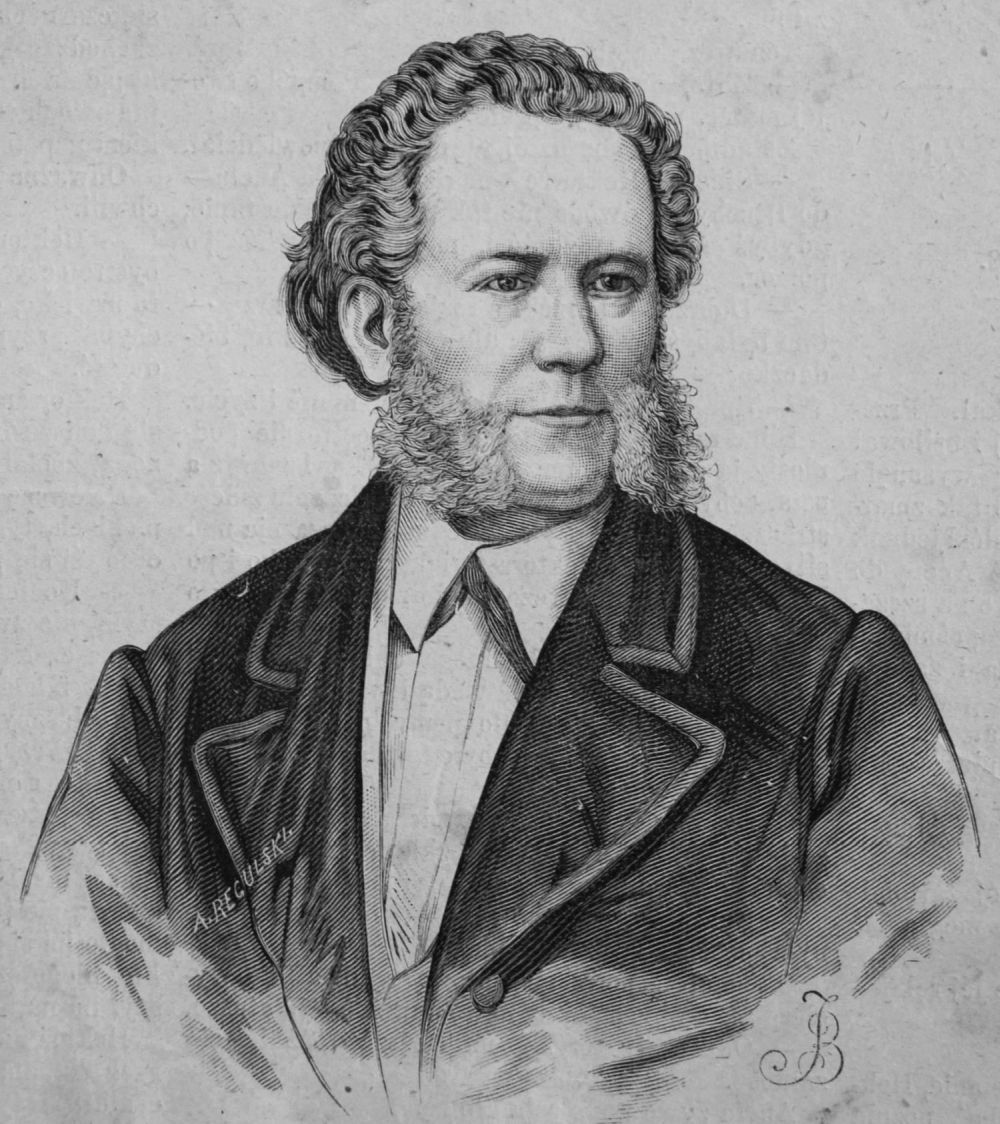
Генрик Ибсен
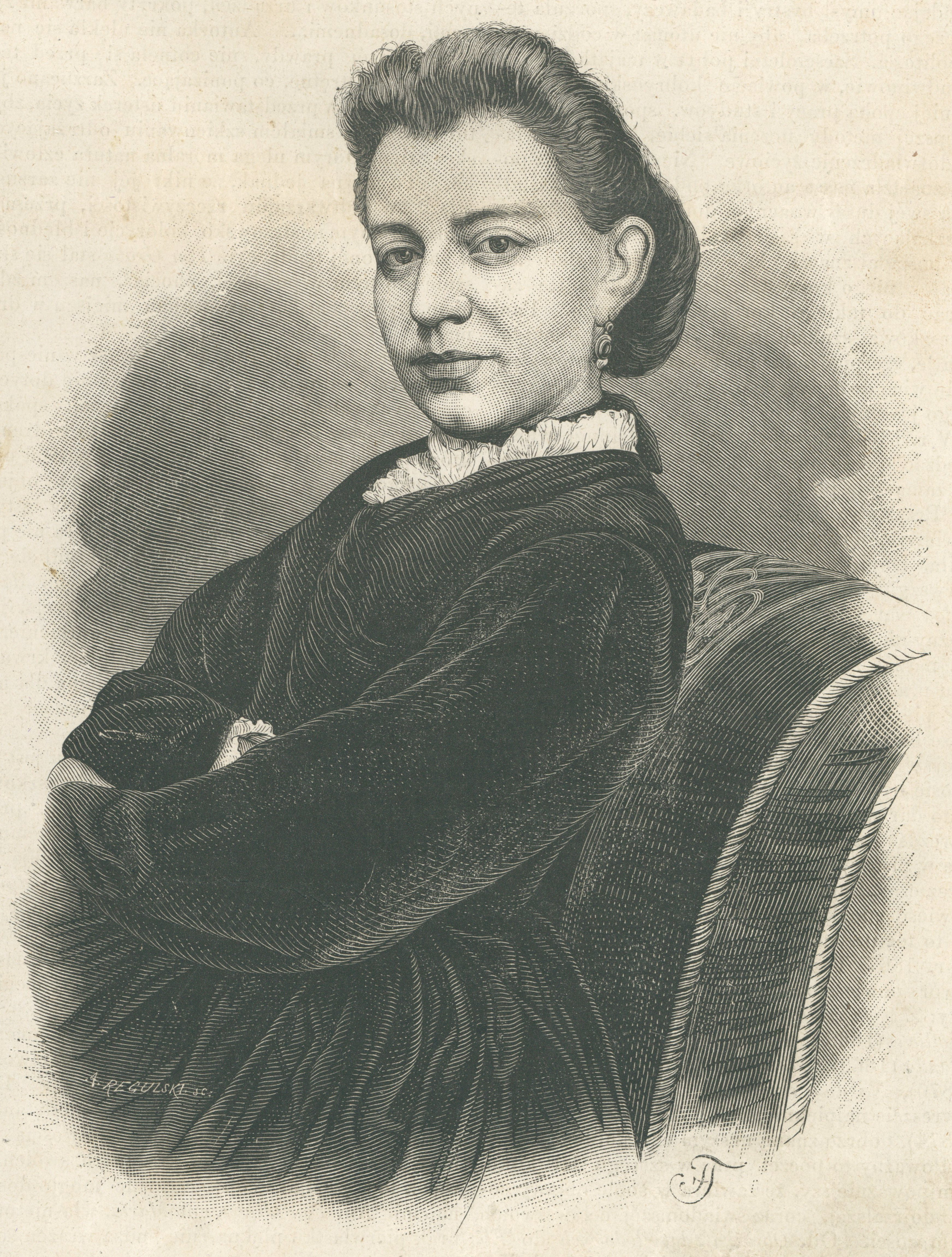
Элиза Ожешко
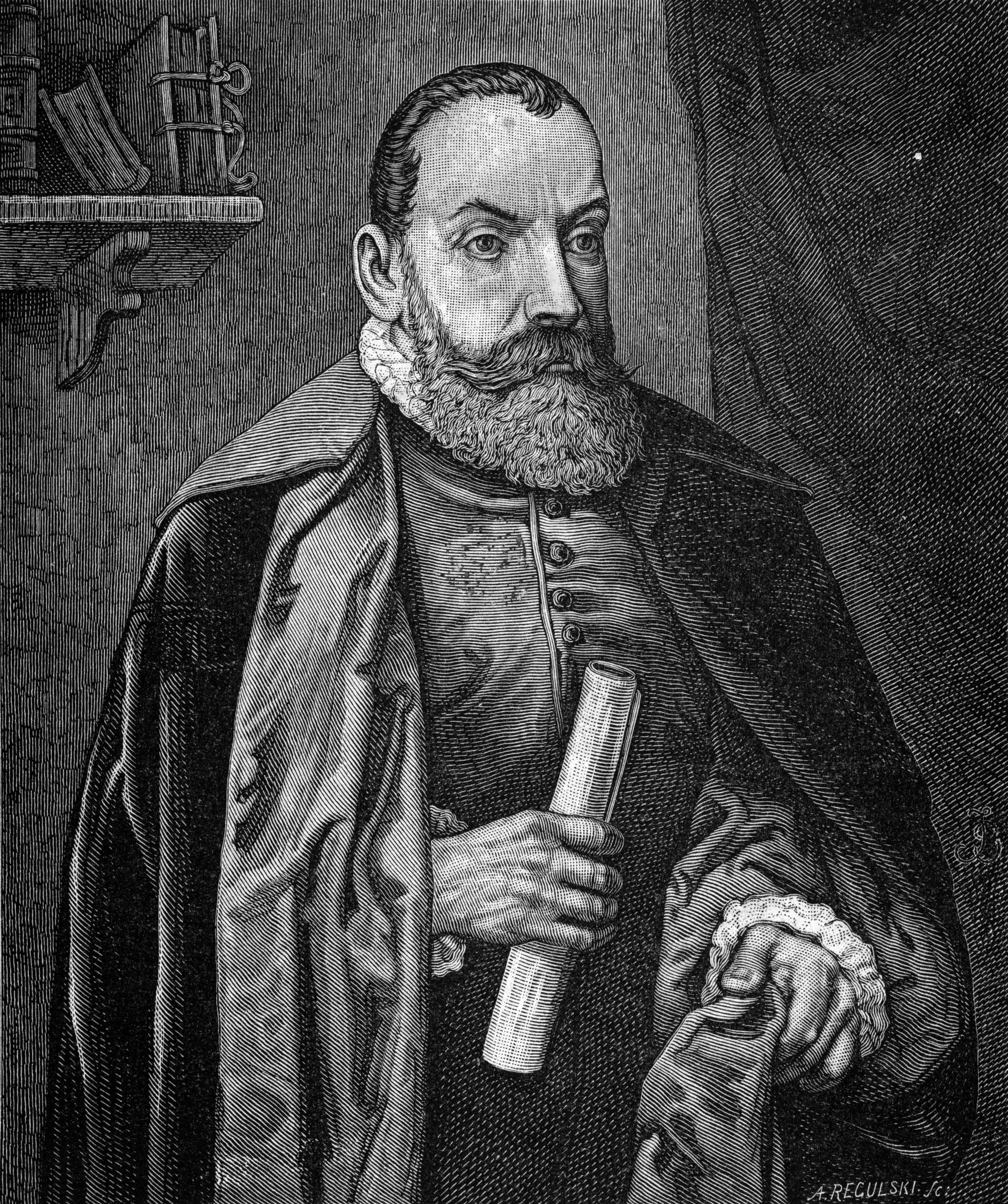
Ян Кохановский
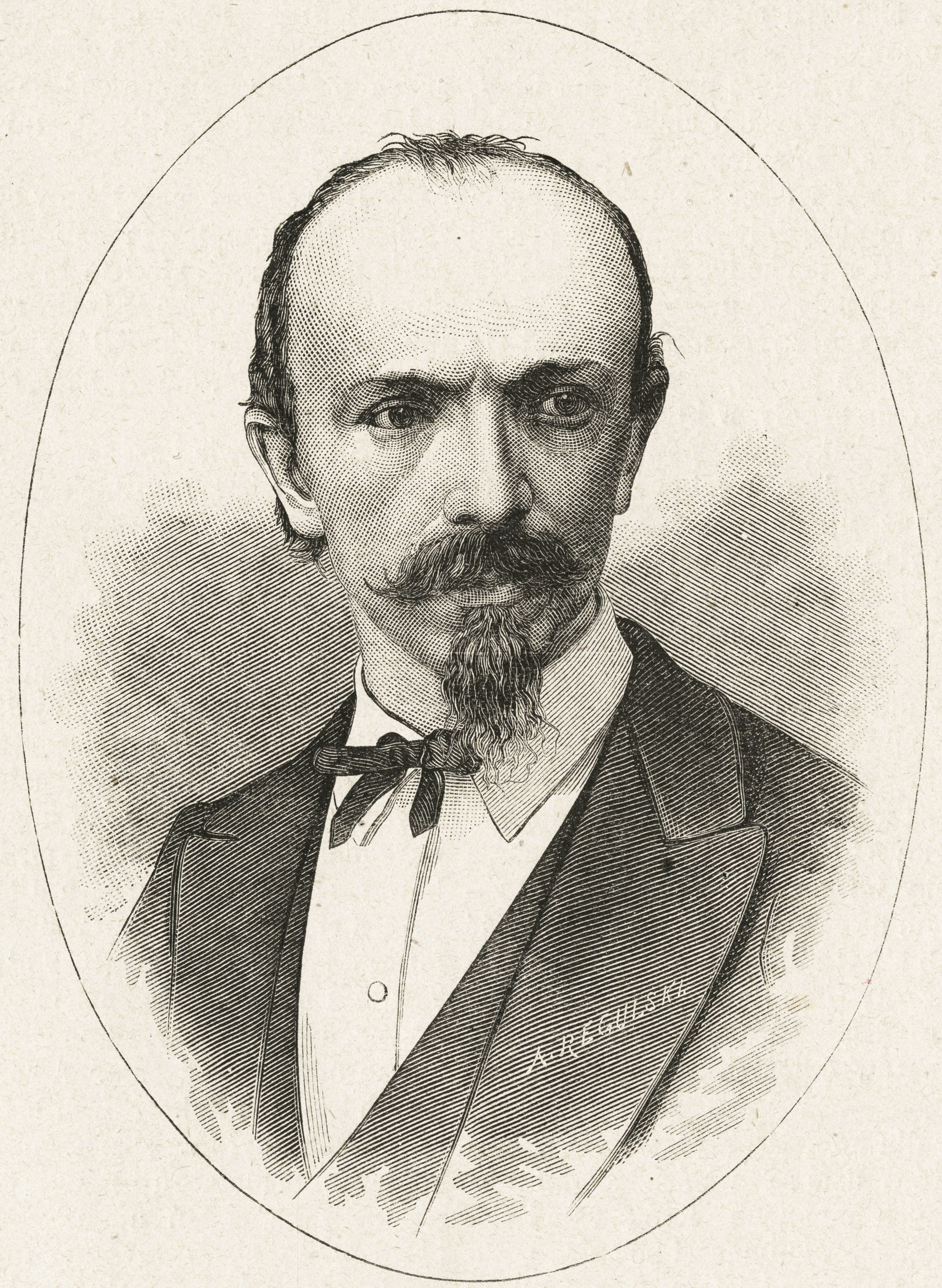
Францишек Тегаццо
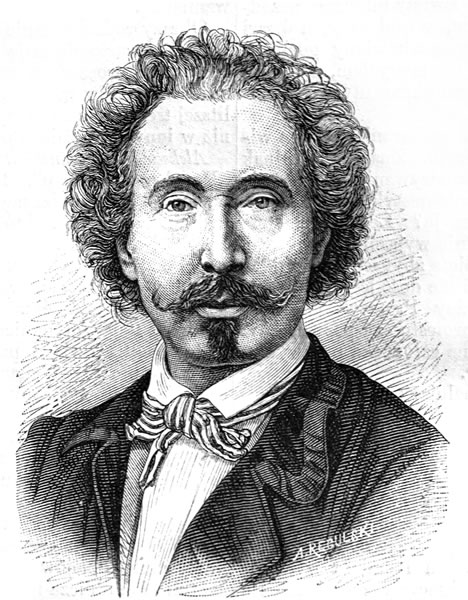
Виктор Бродзкий
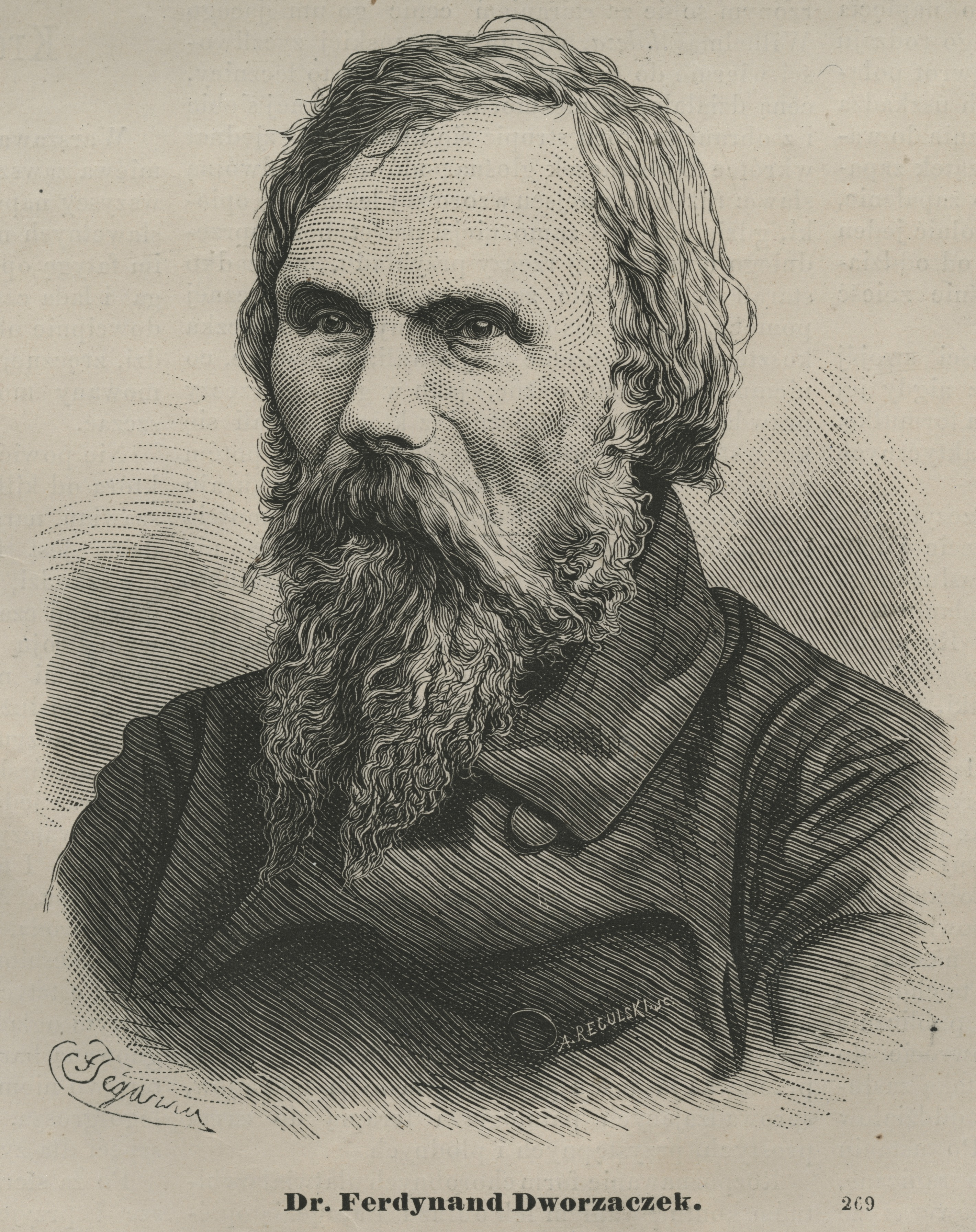
Фердинанд Дворжачек